# Historische Hauptstädte Chinas
China hatte im Laufe seiner Geschichte viele Hauptstädte. Besonders einige der Shang und alle der Xia-Dynastie sind zurzeit noch nicht eindeutig zuweisbar. Sie existieren faktisch nur in der Literatur. Andererseits gibt es auch Fundstätten, die Hauptstädte gewesen sein müssen, wie beispielsweise Erlitou, bei denen jedoch nicht festgestellt werden kann, welche genau sie in der Geschichte Chinas sind.

## Die vier großen geschichtlichen Hauptstädte Chinas
Unter den vielen Hauptstädten Chinas ragen jedoch vier Hauptstädte besonders hervor, die als die vier großen geschichtlichen Hauptstädte Chinas (中国四大古都; 中國四大古都; Zhōngguó Sì Dà Gǔ Dū) bezeichnet werden. Diese sind:
- Beijing (Peking), zu deutsch: „Nördliche Hauptstadt“
- Nanjing (Nanking), zu deutsch: „Südliche Hauptstadt“
- Luoyang, zu deutsch: „Nördlich des Luo in Shaanxi“
- Chang’an (Xi’an), zu deutsch: „Immerwährender Friede“

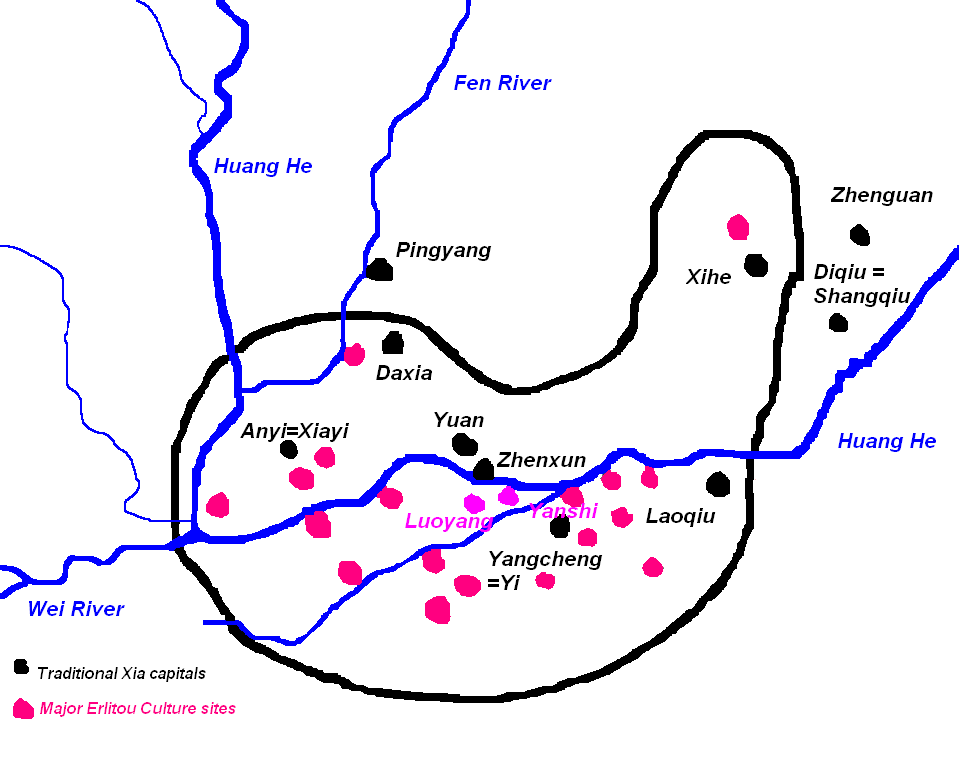
Karte mit den vermuteten Xia-Hauptstädten
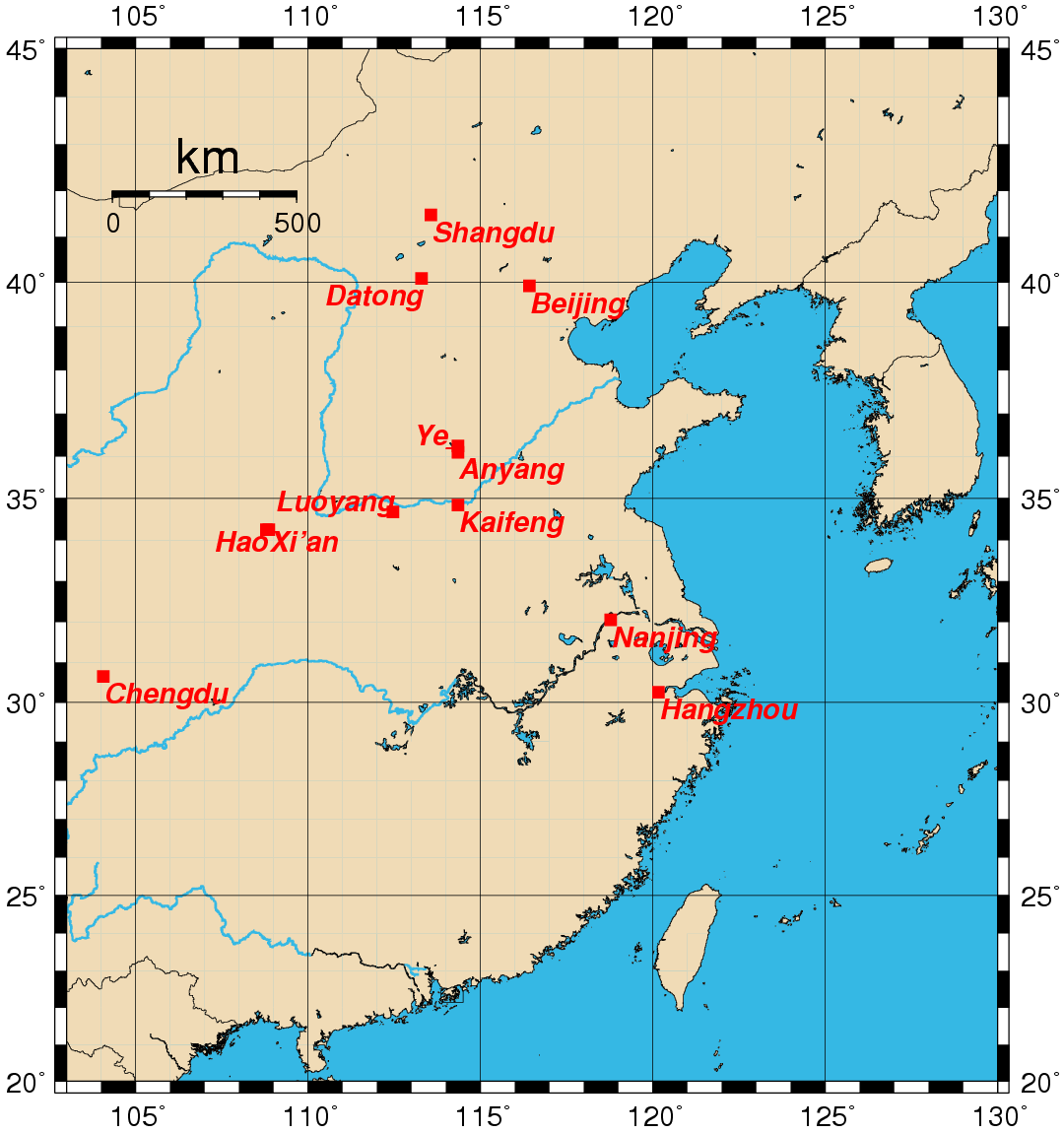
Karte einiger Hauptstädte vor dem 20. Jahrhundert
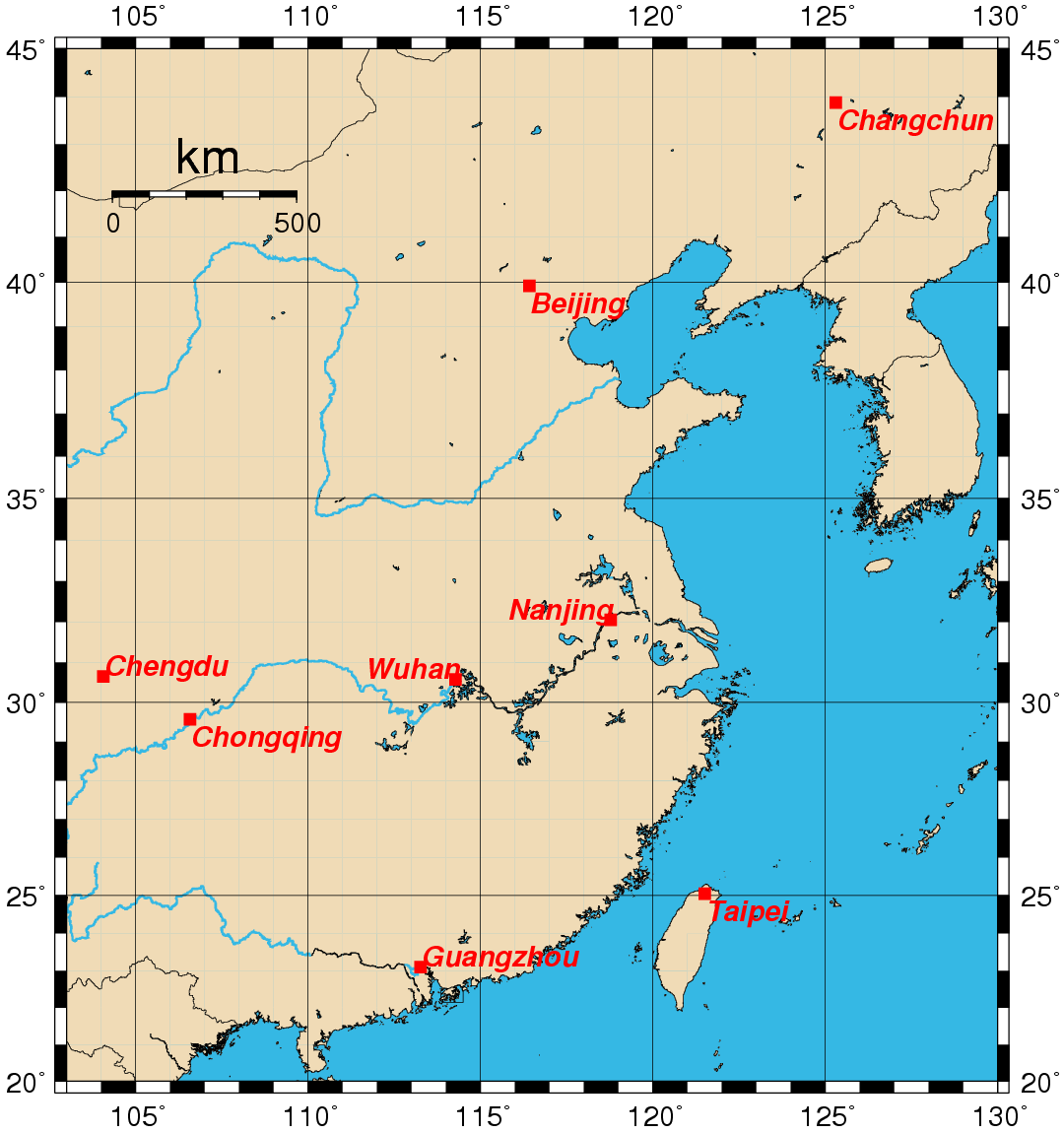
Karte der Hauptstädte im 20. Jahrhundert

## Chronologische Liste der Hauptstädte Chinas
| Die drei ersten Dynastien           |                      | |
| Xia-Dynastie                        | Yangcheng (陽城)     | 2070–1600 v. Chr. |
| Xia-Dynastie                        | Zhenxun (斟鄩)       | |
| Xia-Dynastie                        | Diqiu (帝丘)         | |
| Xia-Dynastie                        | Yuan (原)            | |
| Xia-Dynastie                        | Laoqiu (老丘)        | |
| Xia-Dynastie                        | Xihe (西河)          | |
| Shang-Dynastie                      | Xibo (西亳)          | 1548–1399 v. Chr. |
| Shang-Dynastie                      | Xiao (囂) auch Ao    | 1399–1380 v. Chr. |
| Shang-Dynastie                      | Xiang (相)           | 1380–1371 v. Chr. |
| Shang-Dynastie                      | Xing (邢) auch Geng  | 1371–1369 v. Chr. |
| Shang-Dynastie                      | Bei (庇) auch Bi     | 1369 v. Chr.–? |
| Shang-Dynastie                      | Yan (奄)             | ?–1299 v. Chr. |
| Shang-Dynastie                      | Yin (殷)             | 1299/1300–1046 v. Chr. |
| Westliche Zhou-Dynastie             | Hao (鎬)             | 1046–771 v. Chr. |
| Östliche Zhou-Dynastie              | Luoyang (洛陽)       | 770–256 v. Chr. |
| Chinesische Kaiserzeit              |                      | |
| Qin-Dynastie                        | Xianyang (咸陽)      | 221–207 v. Chr. |
| Westliche Han-Dynastie              | Chang’an (長安)      | 206 v. Chr.–9 n. Chr. |
| Westliche Han-Dynastie              | Luoyang (洛陽)       | 202 v. Chr. |
| Westliche Han-Dynastie              | Liyang (櫟陽)        | 202–200 v. Chr. |
| Xin-Dynastie                        | Chang’an (長安)      | 8–23 |
| Östliche Han-Dynastie               | Luoyang (洛陽)       | 25–220 |
| Östliche Han-Dynastie               | Chang’an (長安)      | 191–195 |
| Östliche Han-Dynastie               | Xu (許縣)            | 196–220 |
| Zeit der drei Reiche                | Luoyang (洛陽)       | 220–265 (Cao Wei) |
| Zeit der drei Reiche                | Chengdu (成都)       | 221–263 (Shu Han) |
| Zeit der drei Reiche                | Jianye (建業)        | 227–279 (Wu-Dynastie) |
| Westliche Jin-Dynastie              | Luoyang (洛陽)       | 265–313 |
| Westliche Jin-Dynastie              | Chang’an (長安)      | 313–316 |
| Östliche Jin-Dynastie               | Jiankang (建康)      | 317–420 |
| Nördliche Dynastien                 | Pingcheng (平城)     | 386–493 (Nördliche Wei) |
| Nördliche Dynastien                 | Luoyang (洛陽)       | 493–534 (Nördliche Wei) |
| Nördliche Dynastien                 | Ye (鄴)              | 534–577 (Östliche Wei, Nördliche Qi)                                                                                                  |
| Nördliche Dynastien                 | Chang’an (長安)      | 534–581 (Westliche Wei, Nördliche Zhou)                                                                                               |
| Südliche Dynastien                  | Jiankang (建康)      | 420–589 |
| Sui-Dynastie                        | Daxing (大興)        | 581–618 |
| Tang-Dynastie                       | Chang’an (長安)      | 618–907 |
| Tang-Dynastie                       | Luoyang (洛陽)       | 904–907 |
| Fünf Dynastien und Zehn Königreiche | Kaifeng (開封)       | 907–923 (Späte Liang-Dynastie) |
| Fünf Dynastien und Zehn Königreiche | Luoyang (洛陽)       | 923–936 (Späte Tang) |
| Fünf Dynastien und Zehn Königreiche | Kaifeng (開封)       | 936–960 (Spätere Jin, Späte Han, Späte Zhou)                                                                                          |
| Liao-Dynastie                       | Shanqjing            | 918–1120 |
| Jin-Dynastie                        | Huining              | 1122–1153 |
| Jin-Dynastie                        | Zhongdu              | 1153–1214 |
| Jin-Dynastie                        | Kaifeng              | 1214–1233 |
| Westliche Xia                       | Xingqinq             | 1038–1227 |
| Nördliche Song-Dynastie             | Kaifeng (開封)       | 960–1127 |
| Südliche Song-Dynastie              | Lin’an (臨安)        | 1127–1279 |
| Yuan-Dynastie                       | Karakorum (簡稱和林) | 1260–1264 (Nördliche Yuan) |
| Yuan-Dynastie                       | Dadu (大都)          | 1264–1368 |
| Ming-Dynastie                       | Nanjing (南京)       | 1368–1420 |
| Ming-Dynastie                       | Peking (北京)        | 1420–1644 |
| Qing-Dynastie                       | Peking (北京)        | 1644–1911 |
| Modernes China                      |                      | |
| Republik China                      | Peking (北京)        | 1912–1928 |
| Republik China                      | Nanjing (南京)       | 1927–1937 (Nationalregierung rechter Kuomintang, zunächst in Opposition zu Peking) und 1940–1945 (projapanische Marionettenregierung) |
| Republik China                      | Wuhan (武漢)         | 1927 (Gegenregierung linker Kuomintang) und 1937–1938 (in der Kriegszeit)                                                             |
| Republik China                      | Chongqing (重慶)     | 1938–1945 (in der Kriegszeit) |
| Republik China                      | Nanjing (南京)       | 1945–1949 |
| Republik China                      | Guangzhou (廣州)     | 1912, 1916–1917, 1926–1927 und 1931 Kuomintang-Gegenregierungen und 1949 (während des chinesischen Bürgerkrieges)                     |
| Republik China                      | Chongqing (重慶)     | 1949 (während des chinesischen Bürgerkrieges)                                                                                         |
| Republik China                      | Taipei (臺北)        | 1949–heute |
| Volksrepublik China                 | Peking (北京)        | 1949–heute |